# 후지이 하루야
후지이 하루야(일본어: 藤井 陽也, 2000년 12월 26일 ~ )는 일본의 축구 선수이다.

## 구단 경력
그는 2019년 J1리그의 나고야 그램퍼스에 입단했다. 2023년까지 75경기에 출전하여, 3득점을 넣었다. 2024년 KV 코르트레이크로 이적했다.

## 국가대표팀 경력
그는 2024년 1월 1일 태국과의 경기에서 일본 국가대표팀에 데뷔했다.

## 통계
| 일본 | 일본 | 일본 |
| 연도 | 출전 | 득점 |
| ---- | ---- | ---- |
| 2024 | 1    | 0    |
| 통산 | 1    | 0    |